# MIMOSA (satélite)
MIMOSA (acrônimo de Micro Measurement of Satellite Acceleration) foi um satélite artificial da Academia de Ciências da República Tcheca lançado no dia 30 de junho de 2003 por um foguete Rokot partir do cosmódromo de Plesetsk.

## Características
A missão do MIMOSA foi medi a densidade das camadas superiores da atmosfera terrestre. Para isso levava um acelerômetro compensado eletrostaticamente e de seis graus de liberdade com que coletava dados sobre a força com que altitudes orbitais, a atmosfera freava o satélite. O instrumento era suficientemente sensível para detectar acelerações de apenas 10-11 m/s².
O MIMOSA tinha forma de poliedro de 28 faces e um tamanho de aproximadamente 560 x 560 x 570 mm. O mesmo reentrou na atmosfera em 11 de dezembro de 2011.